# Азат (річка)
Аза́т (вірм. Արփա) — гірська річка у Вірменії, ліва притока Араксу. Довжина 55 км, площа басейну 572 км². Річка протікає через марзи Котайк та Арарат.
Ущелина річки є частиною Всесвітньої спадщини ЮНЕСКО.

## Галерея

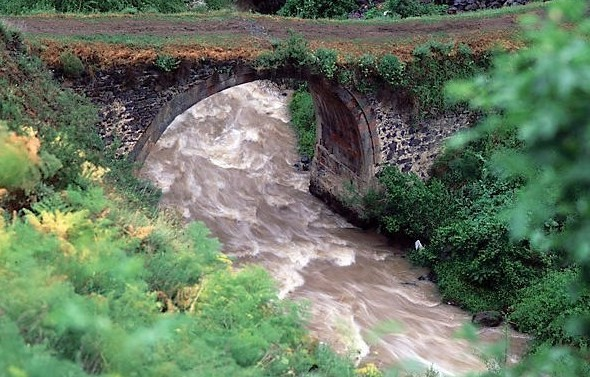
Міст IX ст. на річці Азат
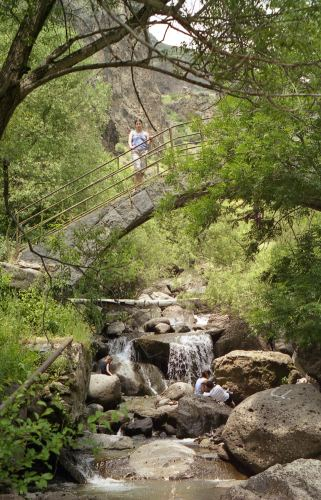